# Calathea rossii
Calathea rossii là một loài thực vật có hoa trong họ Marantaceae. Loài này được (Lodd. ex Sweet) Körn. mô tả khoa học đầu tiên năm 1858.